# 시라이토 폭포 (시즈오카현)

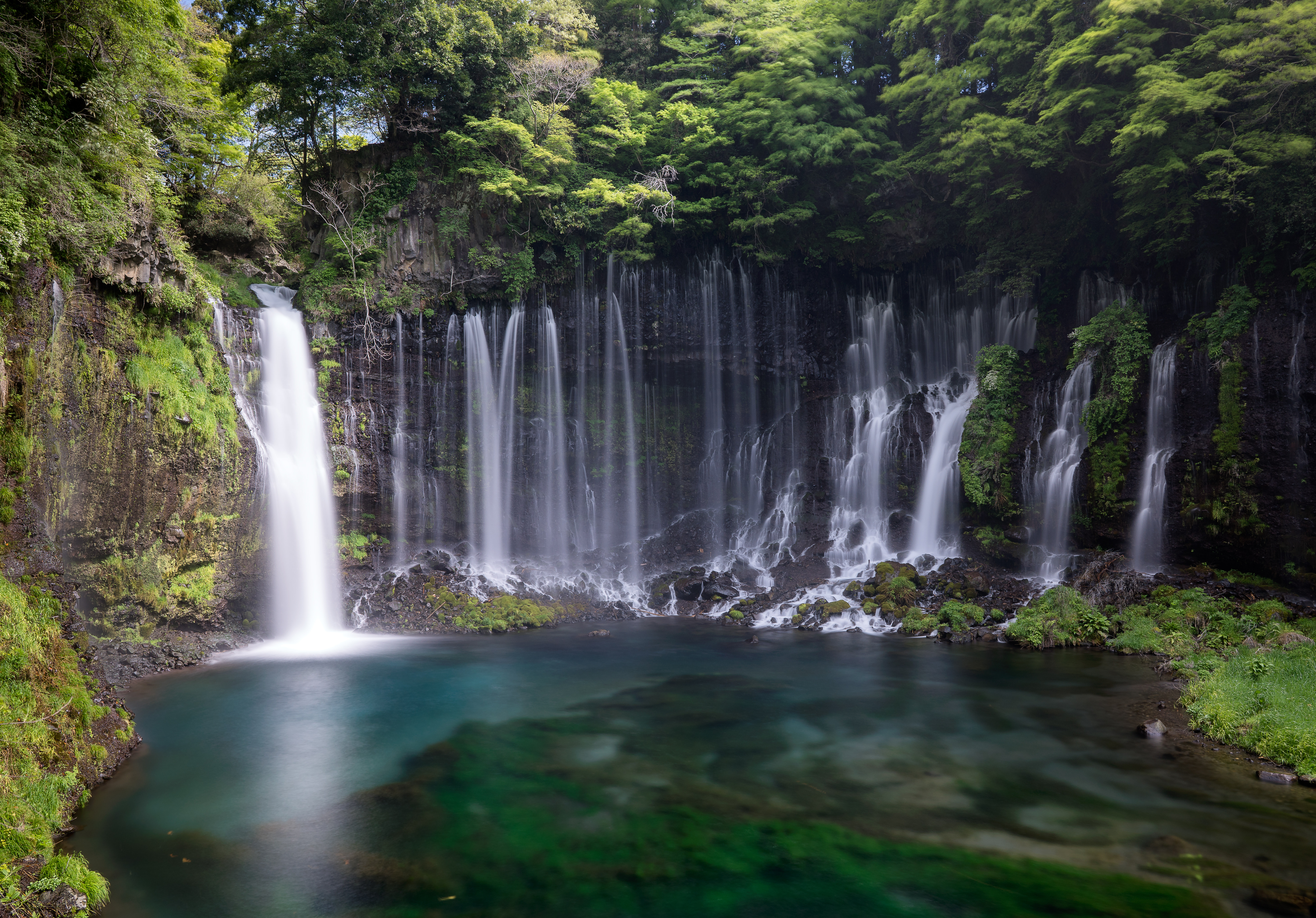
시라이토 폭포

시라이토 폭포(일본어: 白糸の滝)는 일본 시즈오카현 후지노미야시에 있는 폭포다. 인접한 오토도메 폭포와 함께 저명한 관광지 중 하나로 알려져 있다.
국가 명승, 천연 기념물로 지정되어 있으며, 후지산, 성스러운 장소 그리고 예술적 영감의 원천의 구성 자산으로서 세계문화유산에 등록되어 있다.